# 叆河站
叆河站是凤上铁路上的一个乘降所，位于辽宁省丹东市凤城市草河街道平安村。该站建于2019年，为服务附近叆河风景区而新建的乘降所，隶属中国铁路沈阳局集团管辖。

## 图集

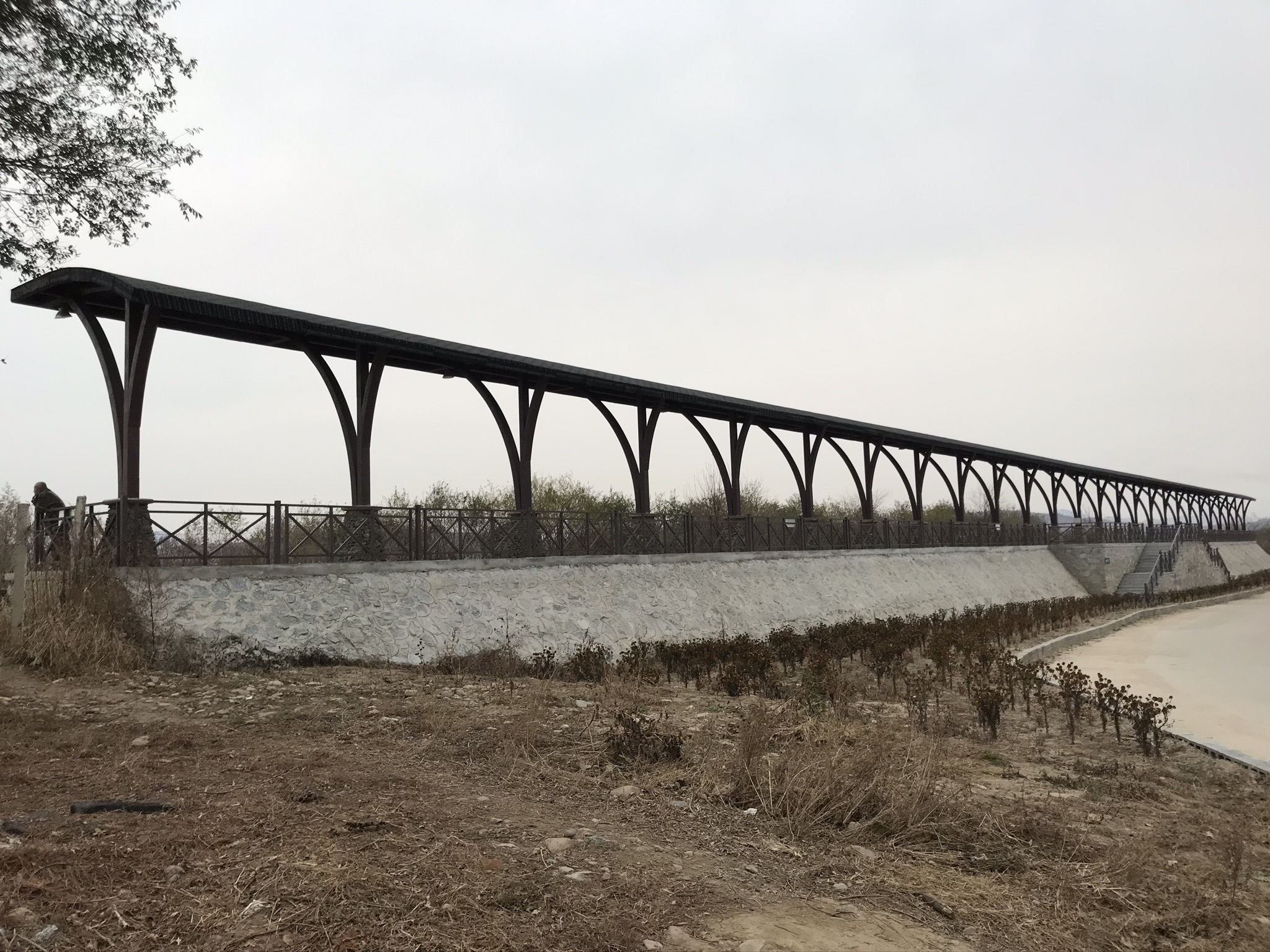
叆河乘降所外部全景
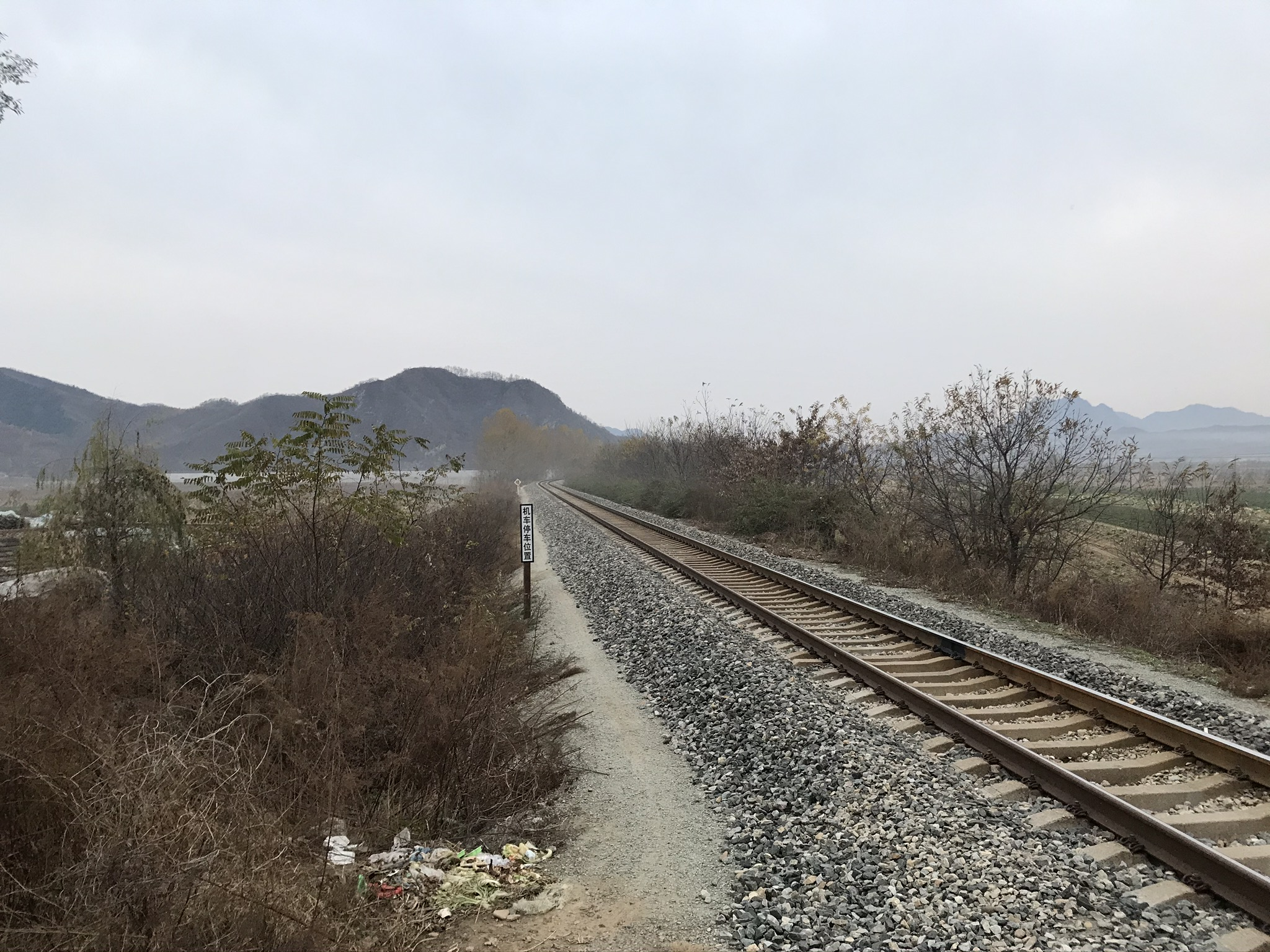
凤凰城方向眺望
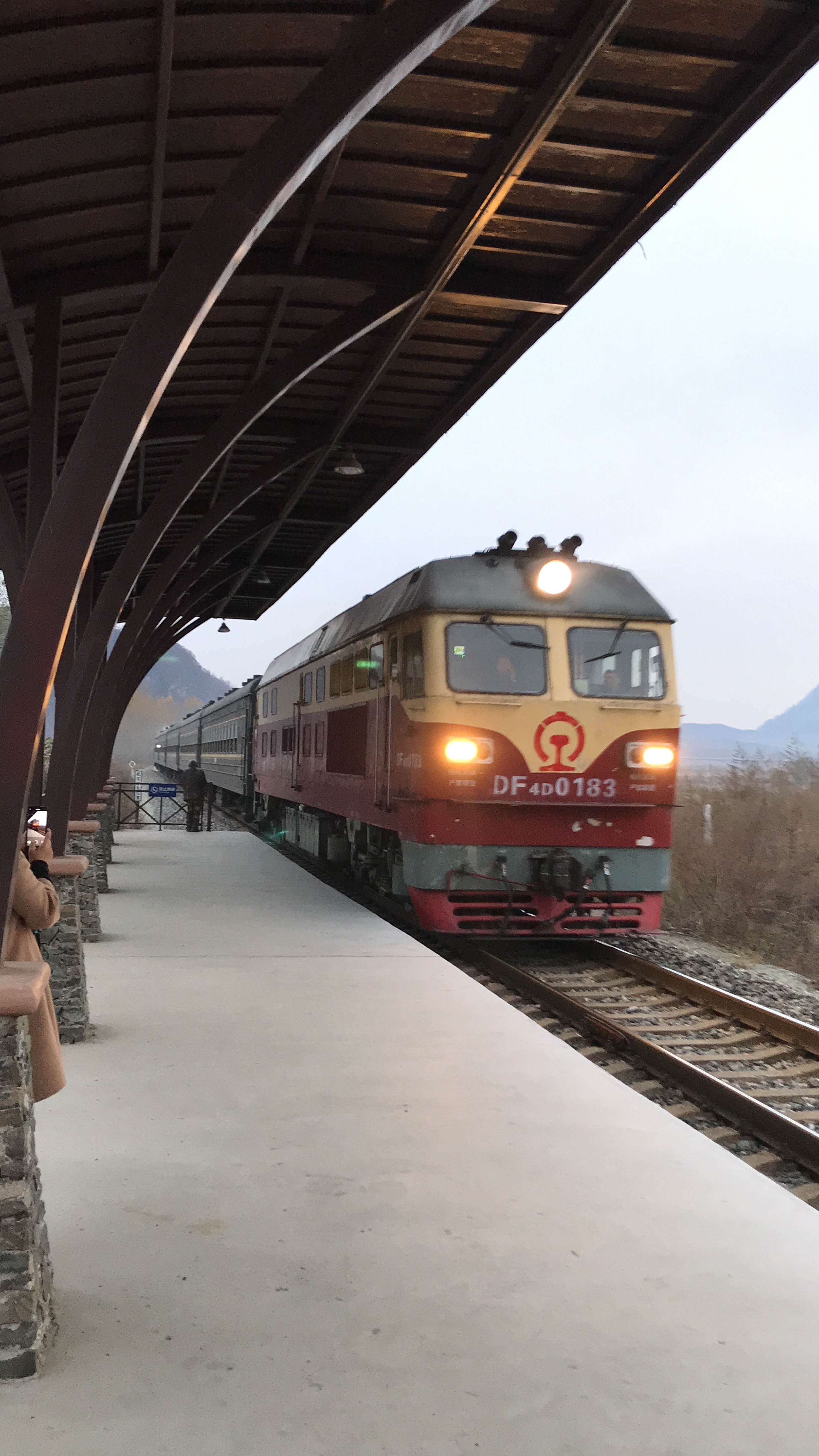
4317次列车进叆河乘降所